# コンヴェルサーノ
コンヴェルサーノ（イタリア語: Conversano）は、イタリア共和国プッリャ州バーリ県にある、人口約2万6000人の基礎自治体（コムーネ）。
町を見下ろす丘の上に、中世に築かれたコンヴェルサーノ城がある。コンヴェルサーノ伯爵領の首府であるとともに、司教座教会や、大きな権威を有した女子修道院が所在し、この地方の政治・宗教の中心地であった。

## 地理

### 位置・広がり

#### 隣接コムーネ
隣接するコムーネは以下の通り。
- カステッラーナ・グロッテ
- モーラ・ディ・バーリ
- ポリニャーノ・ア・マーレ
- プティニャーノ
- ルティリアーノ
- トゥーリ

## 歴史

### 古代
コンヴェルサーノに人々が定住したのは鉄器時代のことで、ノルバ（Norba）と呼ばれる都市がイアーピュゲス人 (Iapyges) もしくはペウケティ人 (Peucetii) によって築かれた。その後、近隣のギリシャ植民都市との交易によって繁栄する交易都市になったことが、紀元前6世紀のネクロポリスの発掘調査の結果としてわかる。
ノルバは紀元前268年にローマ人によって征服された。西暦410年から411年にかけて、西ゴート族がイタリアに侵入した際にはすでに放棄されていたようである。

### 中世
5世紀ごろからこの土地は Casale Cupersanem と呼ばれるようになる。7世紀には司教座都市となった。
1054年、ノルマン人のゴッフレド（ジョフリー） (Geoffrey, Count of Conversano) がコンヴェルサーノ伯に任じられる（ノルマン人による南イタリア征服参照）。ゴッフレドはロベルト・イル・グイスカルドの甥にあたる人物で、レッコやナルドをも支配したことから、コンヴェルサーノは大きな伯爵領の首府として重要性を帯びることになる。
ゴッフレドの死後にコンヴェルサーノ伯を継いだアレッサンドロ (Alexander, Count of Conversano) は、1132年にシチリア王ルッジェーロ2世に敗北してダルマチアに逃れ、コンヴェルサーノ伯の地位はルッジェーロ2世の義弟であるロベルト1世 (Robert I, Count of Conversano) に与えられた。その子のロベルト2世 (Robert III of Loritello) が1182年に没したのち、コンヴェルサーノは王領となっている（1197年から1207年にかけてはベルナルディノ・ジェンティレ（Berardino Gentile）に与えられた）。
その後コンヴェルサーノ伯の地位は、1269年にブリエンヌ家に与えられた（アテネ公となったゴーティエ6世 (Gualtieri VI di Brienne) が著名である）。14世紀半ば以後、アンギャン家（Enghien）、リュクサンブール＝リニー家、サンセルヴェリーノ家 (it:Sanseverino (famiglia)) 、バルビアーノ家（Barbiano）、オルシーニ家、カルドラ家（Caldora）、オルシーニ・デル・バルツォ家 (it:Orsini Del Balzo) と、諸家の間で継承された。

### アックアヴィーヴァ家の支配
1455年、ジョヴァンニ・アントニオ・デル・バルツォ・オルシーニ (Giovanni Antonio Del Balzo Orsini) が没すると、娘のカテリーナが所領を相続した。カテリーナの夫が、アトリの公爵であったジュリオ・アントニオ・アックアヴィーヴァ (Giulio Antonio Acquaviva) である。以後、アックアヴィーヴァ家 (it:Acquaviva (famiglia)) が代々コンヴェルサーノ伯を継承し、19世紀初頭までこの地方の封建支配を行った。
ジュリオ・アントニオは1481年、オスマン帝国とのオトラントの戦いで落命した。17世紀前半のコンヴェルサーノ伯ジャンジローラモ2世 (it:Giangirolamo II Acquaviva d'Aragona) は勇猛な武人、芸術家のパトロン、そして暴君として多くの逸話が語られる人物であり、荘園領主としてはアルベロベッロの開発で知られる。
コンヴェルサーノ伯は馬の飼育場（スタッド）を所有しており、バルブ種とアンダルシア馬の流れを汲む黒いネアポリタン種 (Neapolitan horse) を育成していた。雄羊のような強い頭、短い背、太い飛節が特徴であった。1767年に生まれた馬「コンヴェルサーノ」は、リピッツァナーと呼ばれる馬種を生み出す種牡馬の一頭である。
1690年、町はペストにより多くの犠牲者を出した。1806年に封建制は廃止された。

## 文化・観光・施設

### 名所

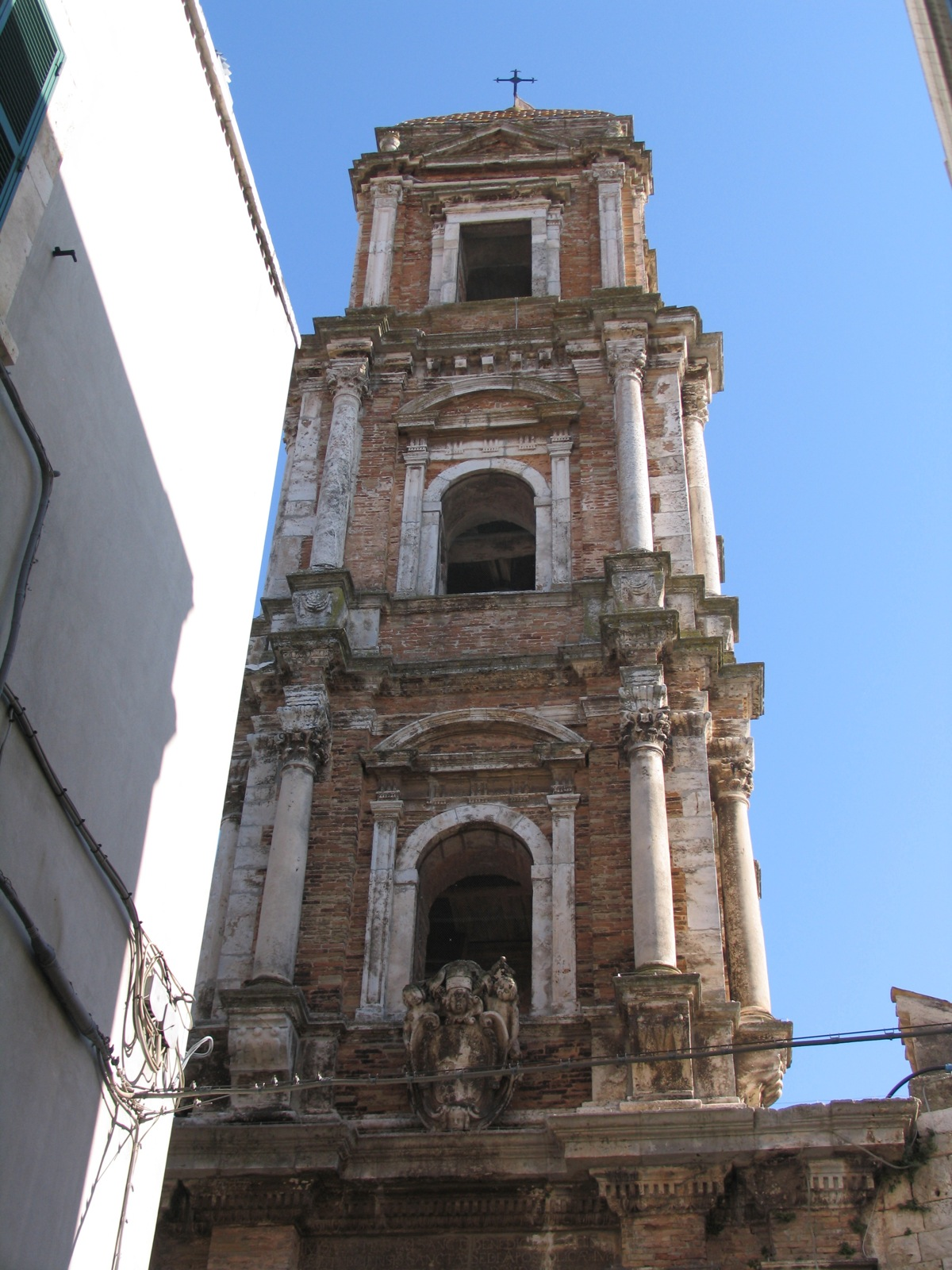
サン・ベネデット修道院の鐘楼

コンヴェルサーノ城
中世に築かれたコンヴェルサーノ城 (Conversano Castle) は、コンヴェルサーノの主要な名所である。この城はシチリア王国をノルマン人（オートヴィル朝）やホーエンシュタウフェン家が支配していた時代（12-13世紀）にはすでに存在していた。町を見下ろす丘の上にそびえるこの城は、おそらく6世紀のゴート戦争（535年 - 554年）のころにさかのぼり、11世紀以後に改築を受けている。ジュリオ・アントニオ・アックアヴィーヴァは、円形の塔を追加した。

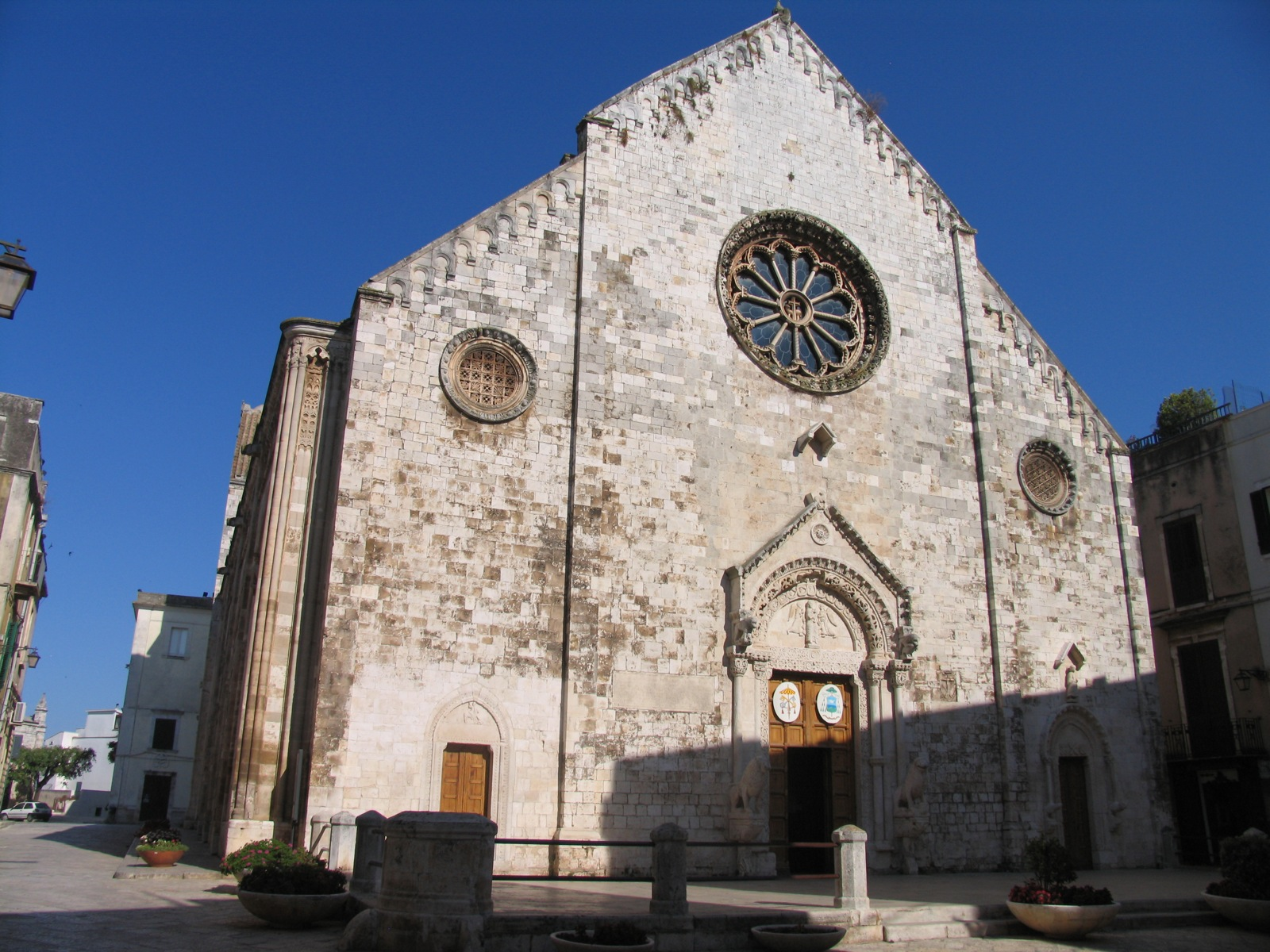
コンヴェルサーノ大聖堂
ロマネスク様式のコンヴェルサーノ大聖堂 (it:Cattedrale di Conversano) は、コンヴェルサーノ＝モノーポリ司教区 (it:Diocesi di Conversano-Monopoli) の司教座聖堂（カッテドラーレ）である。この聖堂は11世紀に建設されたが幾度かの改修が行われ、17世紀にはバロック様式の装飾を加えられた。ロマネスク様式の外観の特徴としては15世紀に造られたバラ窓や3つの扉があり、扉のうち中央のものは彫刻装飾を持つ。平面形状はT字型で、2つの後陣を持つ。側廊にはマトロネウム (Matroneum) （階上の回廊）があることが特徴で、左側の側廊には15世紀にピサ派の画家によって描かれたフレスコ画がある。この聖堂は、都市の守護聖人である泉の聖母（マドンナ・デッラ・フォンテ） (it:Maria Santissima della Fonte) の聖画像を収めている。
サン・ベネデット修道院
サン・ベネデット修道院 (it:Monastero di San Benedetto (Conversano)) は、伝承によれば6世紀の創建である。プッリャでは有力な修道院の一つであった。1266年、教皇クレメンス4世は、ギリシャから追放されたシトー会修道女たちに修道院の管理をゆだねた。教皇グレゴリウス10世はサン・ベネデット修道院の女子修道院長に男性の宗教的シンボル（ミトラなど）をまとうことを許可した（これは西ヨーロッパでは唯一の事例である）。サン・ベネデット修道院には多くの特権が与えられ、Monstrum Apuliae（アプリアの不思議）と呼ばれた。教会堂の建物の一部は11世紀の建築で、装飾のある入口は1658年の建設である。内部は身廊と2つの側廊からなり、バロック式の装飾が施され、パオロ・ドメニコ・フィノーリア (Paolo Domenico Finoglia) による2枚の画がかけられている。聖マウロのための地下聖堂（クリプト）は11世紀のものである。鐘楼は大聖堂のものよりも高く、女子修道院長が司教以上に高い権威をもっていたことを象徴する。
その他の名所としては、紀元前6世紀にペラスゴイ人によって造られた巨石の壁（Mura megalitich）、バロック式の聖コズマ・エ・ダミアーノ教会（Chiesa dei Santi Cosma e Damiano）、1289年創建の聖フランチェスコ教会（Chiesa di San Francesco d'Assisi）があり、市外1kmには12世紀頃に創建された聖カテリーナ教会（Chiesa di Santa Caterina d'Alessandria）がある。
また郊外には、聖マリア・デリッソラ教会（Chiesa di Santa Maria dell'Isola、1462年創建、1530年拡張）、マルチオーネ城（Castello di Marchione、18世紀に建設されたアックアヴィーヴァ家の別邸）、カスティリオーネの遺跡（Castiglione、13-16世紀）などがある。

### スポーツ
コンヴェルサーノに本拠を置くハンドボールのクラブチーム、Handball Club Conversano は、2000年代以降2011年までにカンピオナート (it:Campionato italiano di pallamano maschile) 優勝5回、コッパ・イタリア (it:Coppa Italia (pallamano maschile)) 獲得5回という強豪チームである。

## 交通

### 鉄道
- スド・エスト鉄道
  - バーリ＝マルティーナ・フランカ＝ターラント線 (it:Ferrovia Bari-Martina Franca-Taranto)